# Cudmore National Park
Cudmore National Park är en park i Australien. Den ligger i delstaten Queensland, omkring 840 kilometer nordväst om delstatshuvudstaden Brisbane. Arean är 204 kvadratkilometer.
Trakten runt Cudmore National Park är nära nog obefolkad, med mindre än två invånare per kvadratkilometer.. Det finns inga samhällen i närheten.
I omgivningarna runt Cudmore National Park växer huvudsakligen savannskog.  Genomsnittlig årsnederbörd är 666 millimeter. Den regnigaste månaden är februari, med i genomsnitt 163 mm nederbörd, och den torraste är oktober, med 18 mm nederbörd.